# Asandi, Kadur
Asandi là một làng thuộc tehsil Kadur, huyện Chikmagalur, bang Karnataka, Ấn Độ.